# Династія Абхіра
Абхіра (203 — 370 роки) — династія, що панувала державою в західному Декані. Утворилося після занепаду держави Сатавахана. Успішно воювала проти Західних Кшатрапів й Ікшваку. Боролася проти Калінги, де запанувала династія Магамеґавагани. Була знищена державами Вакатака і Трайкутака.

## Історія
Назва Абхіра перекладається як «Той, хто лякає (викликає страх)» чи «безстрашний». Абхіри походили з клану кшатріїв Ядуванші. Спочатку були на військовій службу Західних Кшатрапів. До 181 року здобули значний вплив при дворі магакшатрапи Рудрасімхи I, коли представник клану Рудрагуті отримав посаду сенапаті (головнокомандуючого).
З початком послаблення держави Сатавахана загони Абхіра зуміли зайняти область Нашик (в сучасній Махараштрі). Засновником незалежної держави був невідомий раджа з Абхірів.
Найбільше піднесення почалося з правителя Шиваддатти, який зайняв регіон Конкан (між Махараштрою і Аравійським морем), розширив володіння до кордонів Ікшваку. також відбувалися збройні конфлікти з Калінгою. Його наступнки — Ішвардатта — захопив частину володінь Західних Кшатрапів в сучасному Гуджараті з Північного Конкану, перемігши якогось Віджаясену. Ішвардатта став першим, хто прийняв титул магакшатрапи, захопивши владу в державі Західних Кшатрапів. Справу розширення продовжив його старший син Сакасена. Його написи з Конкану та монети з Андхра-Прадеш свідчать про те, що він правив значною частиною імперії Сатавахана. Тут стикнувся за область Асіканагара (Ашмака) з державою Калінга.
Найбільшого піднесення держава досягла у 240-х роках за панування молодшого брата Сакасени — Ішварсени. Його монети датовано лише першим і другим роками панування та знайдені в Саураштрі та Південній Раджпутані. Цей володар впровадив також літочислення відоме як Ера Калачурі.
Відомо про посольство 293 року Абхіра (ймовірно тоді панував магакштарапа Васусена) до перського шахиншаха Нарсе. Після смерті Васусени на початку 300-х років починається занепад держави. Його наступники зазнали поразок від Праварасени I, самраата Вакатаків. Цим скористався рід Трайкутака, що був васалом Абхіра в Конкані, внаслідок чого цей регіон було втрачено. В Саураштрі та Латі владу перебрала молодша гілка Абхірів, яке стала відомою як Чудасама (в подальшому вела запеклі війни з кланом Соланка)
350 року після військової кампанії Самудрагупти на південь Індостану династія Абхіра визнала зверхність імперії Гуптів. В результаті остаточно розпалася на дрібні князівства в Відарбхі та Хандеші, які остаточно зникли близько 370 року.
З епіграфічних записів Сеунів та Хойсала видно, що в XIII ст. Абхіри називалися Ахура і Гуала.

## Територія
Охоплювала Західну Махараштру, Західну Андхра-Прадеш, Хандеш (Бурханпур), південний Гуджарат (Саураштра і Лата), Малаву, південний Раджастан.